# TMEM65
TMEM65 (англ. Transmembrane protein 65) – білок, який кодується однойменним геном, розташованим у людей на 8-й хромосомі. Довжина поліпептидного ланцюга білка становить 240 амінокислот, а молекулярна маса — 25 498.
| 10         |  | 20         |  | 30         |  | 40         |  | 50         |
| ---------- |  | ---------- |  | ---------- |  | ---------- |  | ---------- |
| MSRLLPLLRS |  | RTARSLRPGP |  | AAAAAPRPPS |  | WCCCGRGLLA |  | LAPPGGLPGG |
| PRRLGTHPKK |  | EPMEALNTAQ |  | GARDFIYSLH |  | STERSCLLKE |  | LHRFESIAIA |
| QEKLEAPPPT |  | PGQLRYVFIH |  | NAIPFIGFGF |  | LDNAIMIVAG |  | THIEMSIGII |
| LGISTMAAAA |  | LGNLVSDLAG |  | LGLAGYVEAL |  | ASRLGLSIPD |  | LTPKQVDMWQ |
| TRLSTHLGKA |  | VGVTIGCILG |  | MFPLIFFGGG |  | EEDEKLETKS |  |            |

A: Аланін

C: Цистеїн

D: Аспарагінова кислота

E: Глутамінова кислота

F: Фенілаланін

G: Гліцин

H: Гістидин

I: Ізолейцин

K: Лізин

L: Лейцин

M: Метіонін

N: Аспарагін

P: Пролін

Q: Глутамін

R: Аргінін

S: Серин

T: Треонін

V: Валін

W: Триптофан

Локалізований у клітинній мембрані, мембрані, мітохондрії, внутрішній мембрані мітохондрії.